# Iuri Balaixov
Iuri Serguéievitx Balaixov (rus: Юрий Серге́евич Балашов, nascut a Shadrinsk, óblast de Kurgan, RSFSR, URSS, el 12 de març de 1949) és un jugador d'escacs rus, que va jugar sota bandera soviètica, i que té el títol de Gran Mestre des de 1973.
A la llista d'Elo de la FIDE del desembre de 2021, hi tenia un Elo de 2431 punts, cosa que en feia el jugador número 175 (en actiu) de Rússia. El seu màxim Elo va ser de 2600 punts, a la llista de gener de 1979.

## Resultats destacats en competició
Balaixov fou campió de Moscou el 1970, i segon al Campionat de l'URSS de 1976 (el campió fou Anatoli Kàrpov). El 1977 va guanyar el campionat de Lituània, a Klaipėda. Empatà al primer lloc al torneig de Lone Pine de 1977 i també al Torneig Corus de 1982. El 1979 empatà al primer lloc al campionat de la RFA (internacional), amb Borís Spasski i Ulf Andersson.
El 1987 guanyà el fort Torneig d'escacs Dortmund Sparkassen.
El setembre de 2016 va guanyar el campionat sènior de ràpides de Moscou.

### Participació en competicions per equips
Balaixov va representar la Unió Soviètica en diverses competicions per equips. Va jugar com a segon tauler de l'equip soviètic al Campionat del món d'estudiants per equips en les edicions de 1971, 1972, i 1974, i va guanyar la medalla d'or individual al segon tauler el 1971, quan puntuà 6.5/8 i obtingué el títol de Mestre Internacional. Balaixov va participar en quatre Campionats d'Europa per equips, els anys 1970, 1973, 1977, i 1980, i va guanyar la medalla d'or individual al cinquè tauler el 1977. A l'Olimpíada d'escacs de 1980 hi va puntuar 7.5/10 com a primer tauler suplent, i va ajudar així l'URSS a guanyar la medalla d'or.

## Força de joc
Els 1970 i els primers anys dels 1980 fou un dels millors 25 escaquistes del món. Segons Chessmetrics, en el seu millor moment, el juliol de 1977, el joc de Balaixov equivalia a un ràting Elo de 2715, i va arribar a ser el jugador número 11 del món. La seva millor actuació individual es va produir al Campionat de la Unió Soviètica de 1976, a Moscou, on va puntuar 10.5/16 (un 66%) contra una oposició de 2688, per una performance de 2773.

## Entrenador
El 1992, fou segon de Borís Spasski durant el «Matx revenja del segle XX» celebrat a Iugoslàvia contra Bobby Fischer. El 2005 Balashov obtingué el títol de FIDE Senior Trainer.

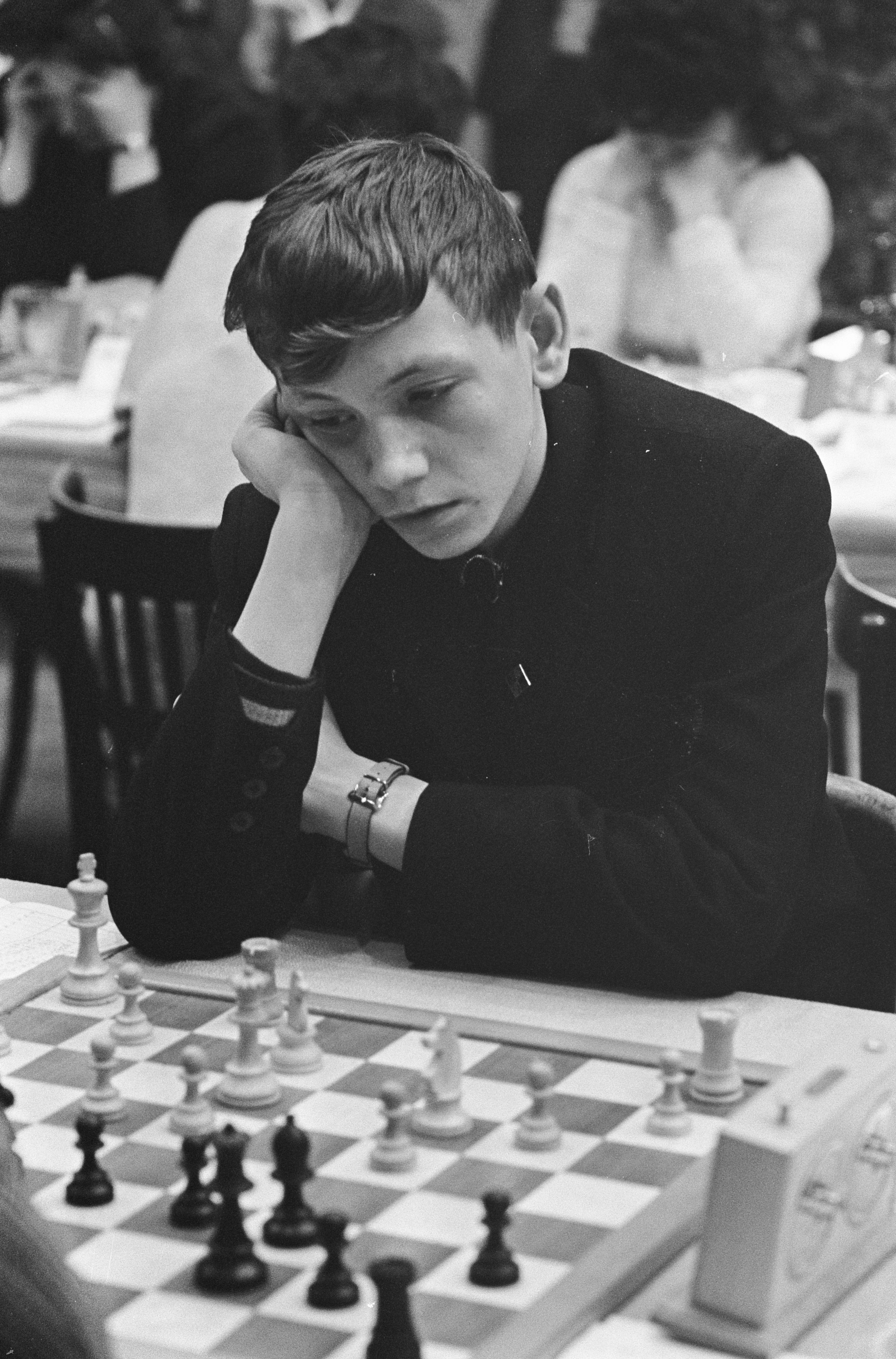
Iuri Balaixov el 1965

## Partides notables
- Yuri Balashov vs David Bronstein, Yerevan URS ch 1975, Spanish Game: Breyer Defense (C95), 1-0
- Evgeni Ellinovich Sveshnikov vs Yuri Balashov, Moscow URS ch 1976, French Defense: Euwe Variation (C02), 0-1
- Yuri Balashov vs Vasily Smyslov, Tilburg 1977, Spanish Game: Open Variations, Howell Attack (C81), 1-0
- Oleg Romanishin vs Yuri Balashov, Minsk URS ch 1979, Sicilian Defense: Paulsen Variation (B48), 0-1
- Khosro Sheik Harandi vs Yuri Balashov, Rio de Janeiro izt 1979, Sicilian Defense: Richter-Rauzer (B64), 0-1
- Anatoli Karpov vs Yuri Balashov, USSR 1980, Queen's Indian Defense: Kasparov Variation (E12), 0-1